# Ignacio Bolívar y Urrutia
Pour les articles homonymes, voir Bolívar et Urrutia.
Ignacio Bolívar y Urrutia est un entomologiste espagnol, né le 9 novembre 1850 à Madrid et mort le 19 novembre 1944 à Mexico.
Il était professeur d’entomologie à l’université de Madrid.
Bolívar a fondé en 1940 la revue Ciencia (Science). Parmi ses travaux les plus importants, on peut citer Ortópteros de España nuevos o poco conocidos (1873) et Catálogo sinóptico de los ortópteros de la fauna ibérica (1900).